# Корчула (град)
Корчула је град у Хрватској у Дубровачко-неретванској жупанији. Град се налази на источној страни истоименог острва.

## Географски положај
Град Корчула налази се на североисточном делу острва Корчуле. У IV п. н. е. грчки колонизатори назвали су Корчулу Korkyra Melaina, а Римљани су је назвали Korkyra Nigra. Град Корчула саграђен је на полуострвцу истуреном у Пељешки канал. Опкољен је кулама и зидинама, које уз сам географски положај наглашавају стратешку улогу града Корчуле који издалека посматран изгледа као град – тврђава. Историјске и културне карактеристике одувек су биле од посебне важности па је град Корчула одувек била административно и верско средиште острва, а низ посебности Корчулу чини једним од истакнутијих хрватских историјских градова.

## Становништво
На попису становништва 2011. године, град Корчула је имао 5.663 становника, од чега у самој Корчули 2.856.

### Град Корчула
| Број становника по пописима | Број становника по пописима | Број становника по пописима | Број становника по пописима | Број становника по пописима | Број становника по пописима | Број становника по пописима | Број становника по пописима | Број становника по пописима | Број становника по пописима | Број становника по пописима | Број становника по пописима | Број становника по пописима | Број становника по пописима | Број становника по пописима | Број становника по пописима |
| --------------------------- | --------------------------- | --------------------------- | --------------------------- | --------------------------- | --------------------------- | --------------------------- | --------------------------- | --------------------------- | --------------------------- | --------------------------- | --------------------------- | --------------------------- | --------------------------- | --------------------------- | --------------------------- |
| 1857.                       | 1869.                       | 1880.                       | 1890.                       | 1900.                       | 1910.                       | 1921.                       | 1931.                       | 1948.                       | 1953.                       | 1961.                       | 1971.                       | 1981.                       | 1991.                       | 2001.                       | 2011                        |
| 4.277                       | 4.440                       | 5.004                       | 5.567                       | 5.890                       | 6.463                       | 6.518                       | 5.996                       | 5.685                       | 6.474                       | 6.157                       | 6.097                       | 5.829                       | 6.240                       | 5.889                       | 5.663                       |

Напомена: Настао из старе општине Корчула.

### Корчула (насељено место)
| Број становника по пописима | Број становника по пописима | Број становника по пописима | Број становника по пописима | Број становника по пописима | Број становника по пописима | Број становника по пописима | Број становника по пописима | Број становника по пописима | Број становника по пописима | Број становника по пописима | Број становника по пописима | Број становника по пописима | Број становника по пописима | Број становника по пописима | Број становника по пописима |
| --------------------------- | --------------------------- | --------------------------- | --------------------------- | --------------------------- | --------------------------- | --------------------------- | --------------------------- | --------------------------- | --------------------------- | --------------------------- | --------------------------- | --------------------------- | --------------------------- | --------------------------- | --------------------------- |
| 1857.                       | 1869.                       | 1880.                       | 1890.                       | 1900.                       | 1910.                       | 1921.                       | 1931.                       | 1948.                       | 1953.                       | 1961.                       | 1971.                       | 1981.                       | 1991.                       | 2001.                       | 2011                        |
| 2.168                       | 1.992                       | 2.125                       | 2.069                       | 2.182                       | 2.287                       | 2.289                       | 2.045                       | 1.778                       | 2.414                       | 2.458                       | 2.657                       | 2.953                       | 3.232                       | 3.126                       | 2.856                       |

Напомена: Од 1857. до 1971. садржи податке за бивше насеље Врник које је од 1890. до 1921. исказивано као насеље.

### Попис1991.
На попису становништва 1991. године, насељено место Корчула је имало 3.232 становника, следећег националног састава:
| Попис 1991.‍   | Попис 1991.‍  | Попис 1991.‍ | Попис 1991.‍ | Попис 1991.‍ |
| ------------- | ------------ | ----------- | ----------- | ----------- |
|               |              |             |             |             |
| Хрвати        | Хрвати       |             | 2.679       | 82,88%      |
| Југословени   | Југословени  |             | 180         | 5,56%       |
| Срби          | Срби         |             | 71          | 2,19%       |
| Црногорци     | Црногорци    |             | 36          | 1,11%       |
| Албанци       | Албанци      |             | 34          | 1,05%       |
| Словенци      | Словенци     |             | 16          | 0,49%       |
| Македонци     | Македонци    |             | 10          | 0,30%       |
| Турци         | Турци        |             | 8           | 0,24%       |
| Муслимани     | Муслимани    |             | 5           | 0,15%       |
| Словаци       | Словаци      |             | 3           | 0,09%       |
| Мађари        | Мађари       |             | 2           | 0,06%       |
| Аустријанци   | Аустријанци  |             | 1           | 0,03%       |
| Грци          | Грци         |             | 1           | 0,03%       |
| Јевреји       | Јевреји      |             | 1           | 0,03%       |
| Немци         | Немци        |             | 1           | 0,03%       |
| Пољаци        | Пољаци       |             | 1           | 0,03%       |
| Чеси          | Чеси         |             | 1           | 0,03%       |
| остали        | остали       |             | 2           | 0,06%       |
| неопредељени  | неопредељени |             | 82          | 2,53%       |
| регион. опр.  | регион. опр. |             | 24          | 0,74%       |
| непознато     | непознато    |             | 74          | 2,28%       |
| укупно: 3.232 |              |             |             |             |

## Историја
Споменимо само Статут града и острва Корчуле, један од најстаријих правних документа у овом делу Европе, настао у 13. веку, којим је регулисан живот у средњовековном граду који је и сам изграђен по строгим регулама средњовековног урбанизма. Средњовековни растер града Корчуле, који је грађен у облику рибље кости, и до данас такав сачуван, посебност је по којој је Корчула позната и препознатљива. У тако строгој урбаној композицији, на строго одређеним парцелама настале су куће, палате и цркве украшене вешто израђеним елементима архитектонске декорације па довратници, допрозорници, балкони, разделни венци разигравају прочеља корчуланских кућа. Најлепши примери корчуланске стамбене архитектуре настали су у 15. и 16. веку у карактеристичном готичко – ренесансном стилу. У старом градском језгру готово свако прочеље куће красе грбови корчуланског племстава, бискупа и градских кнезова, што Корчулу чини посебном. Корчулу су градили корчулански мајстори од врничког и корчуланског камена. Једнака пажња посвећивала се и уређењу јавних површина – тргова и улица. Већ у 15. веку Петар Касола бележи да је Корчула „избрушена као лијепи драгуљ“ а у 17. веку непознати хрватски песник пева: „Орнаменте од свиета, фамоза Корчуло“. Међу бројним корчуланским градитељским породицама споменимо Карлиће, Помениће, Храниће – Драгошевиће, а најпре породицу Андријић из које потичу знаменити градитељи Марко и Петар Андријић који су своја врхунска достигнућа остварили у Корчули и Дубровнику.
Главна занимања Корчулана у прошлости били су каменоклесарство и бродоградња, а славу корчуланске бродоградње и каменоклесарства Корчулани су преносили диљем света.

Први пут град Корчула спомиње се у 10. веку, а још увек је неутврђено тачно време његовог настанка. Најстарији градитељски остаци Корчуле: фрагменти с плетерном орнаментиком, управо и датирају из 10 – 11. века, а Словени који су у 9. веку град населили називали су га словенским именом Кркар – Каркар. Прво словенско становништво острва су Срби Неретљани, који нису прихватили хришћанство када је то учинила већина Јужних Словена. Корчула је била део Неретљанске кнежевине. Петар Франасовић, римокатолички свештеник из места Трстено, родом са Корчуле, 1864. пише да су Срби Неретљани населили Корчулу.
Срби Неретвани, који почетком 800. год. посвојише Корчулу, град утврдише...
Године 1001. Корчула први пут долази под власт Венеције. Након краткотрајног раздобља те прве Венецијанске владавине Венеције над Корчулом, Корчула мења господаре, најпре власт Захумља а онда и угарских краљева. Венеција поново преузима власт над Корчулом 1256. године. Знаменита светска личност 13. века чије се име везује уз Корчулу је Марко Поло. У близини Корчуле 1298. године сукобиле су се Венецијанска и Ђеновљанска флота. У том поморском боју заробљен је Корчуланин Марко Поло који се борио на страни Венеције. У Корчули се 1301. године оснива бискупија и најстарија корчуланска братовштина – братовштина Свих Светих. Братовштина Св. Рока основана је крајем 16. века, а братовштина Госпе од Појаса – Св. Миховила почетком 17. века. Ове братовштине осим што су имале верски и социјални значај суделовале су и у обликовању културне историје Корчуле. Средином 14. века Корчула краткотрајно потпада под власт угарских краљева.
Венеција поново заузима Корчулу 1420. године, под чијом власти остаје до 1797. Крајем 15. века у непосредној близини Корчуле сукобили су се Напуљ и Ђенова а сам је град претрпео разарања. Непун век након те битке турска флота предвођена алжирским покраљем Улуз–Алијом и Каракозијем — заповедником Валоне напала је Корчулу 1571. године. Предвођени архиђаконом Розановићем Корчулани су одбранили свој град. Најзнаменитија личност светског значаја у 16. веку у Корчули је доминиканац Винко Палетин, који је био теолог, филозоф, поморски теоретичар, картограф и путник, један од ретких Хрвата који су већ у 16. веку боравили у Јужној Америци. Његово најзначајније дело у којем се бави питањима међународног права јест „О праву и оправданости рата против Индијанаца“.
Венецијанска управа над Корчулом трајала је све до пада Венецијанске Републике 1797. године, а након тога Корчулом господаре Аустријанци, Французи, Руси, те Енглези од 1813–1815. Следи столеће Аустроугарске владавине Корчулом. Године 1870. дошло је до значајних политичких промјена, на општинским изборима 1871. године, победом Народне странке, на чело општине долази Рафо Арнери, заступник у Далматинском сабору.
Након Првог светског рата Корчула припада 1921. Краљевини СХС. У другом светком рату Корчулу је од 1941–1943. била под италијанском окупацијом, а од краја 1943. до јуна 1944. под немачком окупацијом. Након завршетка рата Корчула је била у саставу СФР Југославије, а по стварању Републике Хрватске њен је саставни дио.

## Знаменитости
Дан Града Корчуле — Св. Тодор, слави се 29. јула. Иако је светац заштитник Корчуле Св. Марко, култ Св. Тодора овдје је знатно наглашенији. Слави се од средине 18. века.
Једна од посебности Корчуле, по којој је она у свету данас препознатљива је витешка игра Морешка у којој се бели и црни краљ, Осман и Моро, боре за љубав девојке — буле. Већ се вековима у Корчули изводи тај ратни плес. Морешка се играла у бројним градовима на Медитерану, а данас само у Корчули, где се игра већ 500 година. Иако није аутохтоног порекла битно се саживела с Корчулом и уз дрвену бродоградњу, каменоклесарство и братовштине постала њен симбол.
Као на длану, већ се вековима пружа Корчула, са својим урбаним складом, кућама, палатама, трговима, процесијама, Морешком, гостољубивим становништвом, испреплетеном и бурном прошлости у којој су Корчулом господарили многи. Данас свој развој Корчула заснива на природним и историјским изворима и настојањима да до краја искористе развојне могућности које они пружају. Првенствено, то су туризам, трговина и бродоградња. Свако од места у саставу општине Корчула обилује низом природних и историјских посебности.